# Hofstätter See
Der Hofstätter See liegt unweit von Prutting (gehört aber zur Gemeinde Vogtareuth) und ist ein weitgehend umwaldeter, 57,13 Hektar großer See in Oberbayern. Ein Wanderpfad ermöglicht es, fast den ganzen See ufernah zu umrunden. Auf einer der Stirnseiten führt ein ca. 300 Meter langer Holzsteg über ein Moor. Der See weist zwei offizielle Badestellen auf, die eine am Nordufer, die größere am Ostufer des südlichen Teils. Dort befinden sich auch ein Parkplatz und ein Strandhaus.